# Barclay (Nueva Jersey)
Barclay es un lugar designado por el censo ubicado en el condado de Camden en el estado estadounidense de Nueva Jersey. En el año 2010 tenía una población de 4.428 habitantes.

## Geografía
Barclay se encuentra ubicado en las coordenadas 39°54′36″N 74°59′45″O / 39.91000, -74.99583.